# Louis Witten
Louis Witten (né le 13 avril 1921) est un physicien théoricien américain. Professeur à l'université de Cincinnati de 1968 à 1991, ses recherches portent sur la gravitation. Il a notamment découvert des electrovacuum solutions (en) de l'équation d'Einstein.
Il est vice-président et directeur de la branche scientifique de la Gravity Research Foundation (en).
Il est le père d'Edward Witten.

## Jeunesse et formation
Louis Witten nait à Baltimore, Maryland, dans une famille juive. Ses parents, Abraham Witten et Bessie Perman, ont quitté l'Europe de l'Est pour les États-Unis en 1909 et s'y sont mariés en 1916.
Witten obtient un diplôme d'ingénieur civil de l'université Johns Hopkins en 1941. De 1942 à 1946, il est officier dans l'United States Army Air Forces[réf. souhaitée].
De 1948 à 1951, il est étudiant gradué à l'université Johns Hopkins, où il obtient son PhD. Sa thèse, réalisée sous la direction de Theodore H. Berlin et intitulée A Model of an Imperfect Gas, porte sur la mécanique statistique.
En 1949, il se marie avec Lorraine Wollach. Le couple aura quatre enfants : Edward, Celia, Matthew (en) et Jesse. Lorraine Wollach meurt en 1987 et Louis Witten se marie en secondes noces en 1992 avec Frances Lydia DeLange.

## Carrière
Après avoir effectué des études postdoctorales à l'université de Princeton, l'université du Maryland et au Lincoln Laboratory du MIT, Witten travaille au laboratoire de recherche de Martin Marietta. En 1968, il devient professeur de physique à l'université de Cincinnati, poste qu'il occupera jusqu'à sa retraite en 1991.